# AEG C.VIII
L'AEG C.VIII est un biplan biplace de reconnaissance photographique armé dérivé du AEG C.IV à moteur Mercedes D.III dont deux prototypes sont construits : un biplan et un triplan désigné C VIII.Dr. Il possède une autonomie de vol de 4 h.